# Juillet 1779

## Événements
- 2 juillet : prise de la Grenade par l’escadre française du comte d'Estaing[1].

- 5 juillet : la Compagnie néerlandaise des Indes orientales reconnaît par traité la création du sultanat de Pontianak à Bornéo[2] par un aventurier arabe originaire du Hadramaout, Syarif Abdulrahman, installé depuis 1770-1771[3].

- 6 juillet : défaite de la Royal Navy à la bataille navale de Grenade[1]. . La flotte de d'Estaing (escadre de Toulon) contrôle la mer des Caraïbes. La maîtrise des mers permet aux régiments de l’armée de ligne française, commandés par Rochambeau, de débarquer sur le territoire américain.

- 16 juillet : Anthony Wayne s'empare d'un avant-poste britannique à Stony Point (New York).

- 20 juillet[4] : début du règne de Takla-Guiorguis, frère de Takla-Haïmanot II, négus d’Éthiopie après la déposition de Salomon II[5].

- 22 juillet : bataille de Minisink ; la milice de Goshen (New York) est détruite par les forces militaires de Joseph Brant.

- 24 juillet : les forces américaines menées par le Commodore Dudley Saltonstall lancent l'expédition de Penobscot, au large de Castine (Maine), la défaite navale la plus grave dans l'histoire des États-Unis jusqu'à Pearl Harbor.

## Naissances
- 16 juillet : Louis Bourdon (mort en 1854), mathématicien français.

## Décès
- 6 juillet : Jean-Jacques de Marguerie (né en 1742), mathématicien français.